# Beaver Creek Provincial Park
Bever Creek Provincial Park är en provinspark i Manitoba i Kanada. Den ligger vid Washow Bay i Winnipegsjön, omkring 19 mil norr om Winnipeg.